# 世界の恋人
「世界の恋人」（せかいのこいびと）は、日産自動車グループのCMソング、また、1963年発売の410型ダットサン・ブルーバードのイメージソングである。

## 概説
作詞・野上彰、作曲・芥川也寸志。
オリジナル版はボニージャックスだが、シンガーズ・スリーによるスキャット版（1970年、編曲：大野雄二）が有名。長年、レコード（ボニージャックス版はソノシートレコードが存在する）やCD化されていなかったが、2004年に日産の歴代CMソングを集めたアルバム「SHIFT-NISSAN CM TRACKS-」（ソニー・ミュージックダイレクト、MHCP148）に収録された。また、静岡フィルハーモニー有志による弦楽アンサンブル版がSUTテレビ静岡「しずおかCD」（SUT0901、2009年3月4日発売）に収録。
テレビ・ラジオなどの放送では、テレビ東京系列の土曜21時枠を中心に、多くの地方で1970年代から2024年迄日産一社提供番組のオープニングやエンディングなどで使用されていた。CMでは1970年代頃から1990年代頃まで、主に日産グループを紹介するCMで、別の楽曲と併用されながらアレンジを変えつつ使用されてきた。CM映像は、（1）広野の一本道を自動車が走る映像や、（2）前半はオブジェ、後半はウェーブスインガー（このバージョンは60秒）の映像を背景に、日産グループの企業名が下から上にスクロールする物であった。
日産自動車の社歌ではないが、同社が運営している硬式野球部（2010年からの休部を経て2025年から活動を再開）の応援歌としても有名で、得点が入った際には応援団と観客がスタンドでこの曲を合唱していた（曲調はボニージャックス版がベースだが歌詞は原曲と異なっていた）。2009年シーズンで休部した後も、田中浩康がプロ野球選手（横浜DeNAベイスターズの内野手）だった2017年・2018年シーズンに、この曲をアップテンポ調に編曲したバージョンが田中の応援歌として使われていた。また、日産自動車や関連会社の電話保留音としても使用されている。

## テーマ曲やCMに使われた番組
★は番組自体が終了

### テレビ
- NETテレビ（現：テレビ朝日）
  - 特別機動捜査隊★：筆頭スポンサーが日立製作所から日産自動車に変更された1971年頃にオープニングで放送。

- 東京12チャンネル→テレビ東京土曜21時枠
  - 大江戸捜査網、絵島生島★：オープニングで放送。
  - テレビあっとランダム★：エンディングで放送。
  - 徳光のTVコロンブス★：エンディングで放送。
  - 出没!アド街ック天国

- TBSテレビ
  - 世界No.1クイズ★（TBSテレビ）
  - GOGOサンデー★（TBSテレビ）

- ローカル番組
  - 天気&レジャー情報（静岡朝日テレビ）平日20:54からのミニ番組。現在はスポンサー降板のためCM放映なし
  - 天気予報（テレビ静岡）：21時54分からのミニ番組。現在はスポンサー降板のためCM放映なし
  - お天気情報（大分放送）：日曜9:54
  - 天気予報(静岡朝日テレビ)とびっきり静岡内、木曜18:45頃の天気予報。日産プリンス静岡提供。

### ラジオ
- パックインミュージック★（TBSラジオ）：インストゥルメンタルバージョンのみ
- 日産自動車提供JRN朝のラジオ情報枠（JRN系列ラジオ各局製作番組）
  - サラリーマン・ニュースショー 朝のファンファーレ★（TBSラジオ）
- 日産自動車提供NRN朝のラジオ情報枠（NRN系列ラジオ各局製作番組）
  - 日産フラッシュジャーナル★→日産ラジオナビ★→NISSANビジネスサポートトピックス（現在はインスト版が放送）
  - ロイ・ジェームスのミスタースポーツ★→日産ラジオナビ スポーツ最前線（「日産フラッシュジャーナル」未ネット局で放送）
- 日産ドライブパートナー★（茨城放送）
- 日産ギャラリー土曜スペシャル★（東海ラジオ）：当時営業していた日産名古屋ギャラリーから放送
- 日産ミュージック・ギャラリー ポップ対歌謡曲★（ABCラジオ）：スキャットバージョンを使用。当時の本社屋だったABCセンター1階の日産大阪ギャラリーから放送されていた。
- 日産ラジオスペシャル★（MBSラジオ）
- 日産ウィークエンドジョッキー★（RSKラジオ）
- 日産ワイドサタデー（RKBラジオ）（ - 2022年6月）
  - ラジオ九州 日産ワイドサタデー★
  - あべちゃんトシ坊!こりない二人の日産ワイドサタデー★
  - 日産ワイドサタデー 土曜deアミーゴ!★
  - 日産ワイドサタデー 土曜 de R。★：インストゥルメンタルバージョンを使用。
- 3時です・日産です!!★（RKKラジオ）：スキャットバージョンを使用。2024年3月終了（スポンサー形態が変わりコンプレックス枠が解消した為）。

## 関連楽曲
- 日立の樹：長らく日曜20時直前だったが、1997年10月以後は「世界の恋人」が放送されていた土曜21:50頃に移動している。
- 幸せのこの道を
- いすゞのトラック